# Kucher József
Kucher József (Szőny, 1909. november 12. – Budapest, 1976. június 25.) mérnök ezredes, a Haditechnikai Intézet, majd a Danuvia Fegyver- és Lőszergyár fegyverkonstruktőr mérnöke volt. Nevéhez fűződik a Kucher K1 típusú könnyű géppisztoly, a K5 típusú gyalogsági páncélromboló, illetve a 7,62 mm-es könnyű hevederes géppuska megtervezése.

## Élete
A Magyar Királyi József Nádor Műszaki Egyetemen, valamint a bécsi műszaki egyetemen tanult. Egyetemi ajánlással helyezkedett el a Brown-Boveri cégnél és a varsói villamos erőmű felszerelésénél dolgozott. 1935-ben diplomázott. 1936 és 1946 között a Danuvia Fegyver- és Lőszergyárban dolgozott mérnökként, miközben első-, illetve másodfokú pilótakiképzést kapott. Később alhadnaggyá léptették elő. 1941-ben került hivatalos állományba, majd egy évig szovjet hadműveleti területen szolgált és harci tevékenységekben is részt vett, így az ungvári VI. közelfelderítő század kötelékében is, mint megfigyelő tiszt. Az itt szerzett érdemei okán még ez évben főhadnaggyá léptették elő.
A Danuvia Rt. mint kiemelt hadiipari cég kérte Kucher szolgálat alóli felmentését, akit így tartalékállományba helyeztek. 1942 és 1943 között tartalékos hadmérnökként működött a II. önálló repülőműhelyben Tapolcán is. Együtt dolgozott Király Pállal a 39M és a 43M típusú Király-géppisztolyokon (melyek azért lettek Király nevével fémjelezve, mert kettőjük közül ő volt az idősebb és az ismertebb mérnök, de a szabadalmi jogokon harmadrészben osztozott a Danuvia Rt., Király és Kucher).
A háború alatt tovább dolgozott a Danuviánál, de 1947-től a Földművelésügyi Minisztériumnál helyezkedett el és a földreformnál felmerült gépészmérnöki feladatokkal bízták meg. A következő évben felvették a hadseregbe és századosi rendfokozattal került a Haditechnikai Intézet (HTI) állományába. Fontos időszak volt ez a HTI életében, hiszen Kucher mellett számos szakmailag magasan kvalifikált, de az akkori politikai vezetés számára kevéssé megbízható embert vettek fel. Mindez arra is jó volt, hogy a politikailag megbízható, ám szakmailag alulképzett fiatal kádereket felzárkóztassák. Kucher egyik első fejlesztése a HTI-ben egy gyakorló lőszer volt, amit az akkor rendszeresített lőfegyverekhez készített. Ez a tervezett időnél fél évvel korábban készült el, ezért a vezérkari főnök 1949-ben dicséretben részesítette, majd ugyan ez évben szakmai munkájának elismeréseként soron kívül őrnaggyá léptették elő. Kucher kimagasló képességeit az is bizonyította, hogy otthonosan mozgott a gépészet szinte valamennyi területén, igazi tekintélynek számított a gyártástechnológiában is.
Még 1949 folyamán átkerült a kézifegyver szakosztályra és rögtön hozzákezdett a 7,62 mm-es K1-es jelű könnyű géppisztoly és a 7,62 mm-es könnyű hevederes géppuska megtervezéséhez. Az előbbit 1952-ben rendszeresítésre ajánlotta a HTI, majd ugyan ez évben legyártották a fegyver prototípusát is. A Budapesti Műszaki Egyetemen megindított hadmérnökképzésben is bevonták, mint fegyvertan tanárt. Azon kívül, hogy Kucher nevéhez fűződnek az 50-es évek csaknem összes magyar géppuska-fejlesztései, az 1952-ben megkezdődött kézi páncélhárító rakétafegyverek tervezése és gyártása kapcsán olyan kuriózumokkal foglalkozott, mint például egy 45 mm-es félautomata páncéltörő gránátvető (a K5), ami évtizedekkel előzte meg műszaki kultúrájában a hasonló nemzetközi fejlesztésű eszközöket (kumulatív gránátja 100 mm páncélt volt képes átütni). Más fegyverkülönlegesség vizsgálatán is dolgozott, így egy N3 jelű gyorstüzelő fegyverén, amit a II. világháborús német és magyar fejlesztések ihlettek.
Kucher munkáját számos esetben ismerték el, 1952-ben beválasztották az Intézet öttagú Tiszti Becsület Bíróságának tagjai közé is. Nem véletlen, hogy a honvédelmi miniszternek felterjesztett éves beszámolóban egyedül Kucher neve mellett szerepelt, hogy „saját konstrukció” (egyéb esetben a „szovjet minta alapján készült” megjegyzést fűzték). A felszín alatt azonban már komoly feszültségek húzódtak, s személye egyre gyakrabban került hatalmukat féltő, szakmához kevésbé értők útjába. 1951-ben pl. azt írta róla a HTI parancsnoka és politikai helyettese, hogy „tipikus régi tiszt, szűklátókörűségben szenved […] úgyhogy ideje volna eltávolítani, mert túl sok adatot tud, és nem bízok benne”. Mégis – miután szakmai szempontból más szóba sem jöhetett – még ugyan ez évben kinevezték szakosztályi vezetőnek. Sikerei ellenére jellemzésében azt írták róla, hogy csak addig kell megtartani, amíg a fiatal káderek fel nem fejlődnek.
1953. január 7-én koholt vádak alapján előzetes letartóztatásba helyezték. A vád az volt ellene, hogy fontos katonai titkokat szolgáltatott ki egy imperialista kémnek. Ez utóbbi személy az egykori neves munkatársa, az időközben Dominikára költözött Király Pál volt, aki a közös szabadalmukat Amerikában is bejegyeztette, ahol ezek gyártását meg is kezdték. A Budapesti Hadbíróság Kucher Józsefet – hiányzó bizonyítékok ellenére – bűnösnek mondta ki hűtlenség bűntettében és kötél általi halálra és lefokozásra ítélte, melyet néhány hónappal később kegyelemből életfogytig tartó szabadságvesztésre, teljes vagyonelkobzásra és a közügyektől 10 évre való eltiltásra módosított.
1956 augusztusában szabadult, majd visszatért a Danuviához, ahol 1975-ig dolgozott. Rengeteg ismert sport- és vadászfegyver tervezése fűződik a nevéhez. Részvétele a magyar Kalasnyikovok változatainak tervezésében erősen valószínűsíthető. Társszerzője volt az 1969-ben megjelent Szerszámgéptartozékok és -készülékek című könyvnek.
A honvédelmi miniszter 90/1992. számú parancsában az 1953. évi ítéletben szereplő lefokozást – mint törvénysértő intézkedést – hatályon kívül helyezte, Kucher József őrnagyi fokozatát helyreállította és posztumusz ezredessé léptette elő. 2011-ben posztumusz Pro Militum Artibus kitüntetést adományoztak neki.